# Catherine Martin (réalisatrice)
Pour les articles homonymes, voir Catherine Martin et Martin.
Catherine Martin est une réalisatrice, scénariste, monteuse et productrice canadienne née en 1958 à Hull (Canada). Elle a également cofondé le centre de distribution Les Films du 3 mars. 

## Biographie
Après des études de cinéma à l'Université Concordia, à Montréal, Catherine Martin devient assistante-monteuse, notamment sur les longs métrages La Femme de l'hôtel de Léa Pool et le documentaire Voyage en Amérique avec un cheval emprunté de Jean Chabot.  Elle signe également un premier court-métrage en 1985 : Odile ou réminiscences d'un voyage.  
Pendant les années 1990, elle scénarise et met en scène cinq courts et moyens métrages, dont Nuit d'Afrique, Les Fins de semaine et le documentaire Les Dames du 9e. 
En 2001, Catherine Martin aborde le long métrage de fiction avec Mariages, un drame se déroulant dans le Québec rural du XIXe siècle et centré sur l'éveil d'une jeune femme promise au couvent.  Le film met en vedette Marie-Ève Bertrand, Guylaine Tremblay et David Boutin.  Présenté en compétition au Festival des Films du Monde de Montréal, il y remporte le prix du meilleur scénario.  Mariages sera également consacré meilleur long métrage québécois de l’année 2001 par l’Association québécoise des critiques de cinéma.  
En 2002, Catherine Martin propose un premier long métrage documentaire, Océan, évocation de la ligne ferroviaire du même nom qui relie Montréal et Halifax.  Elle revient en 2006 avec deux films.  D'abord Dans les villes, drame sur la solitude urbaine interprété par Hélène Florent, Robert Lepage et Hélène Loiselle.  Puis L'Esprit des lieux, documentaire recréant le périple effectué par le photographe d'origine hongroise Gabor Szilasi dans la région de Charlevoix pendant les années 1970.  
En 2005, à la suite de la fermeture de l'organe de distribution Cinéma Libre, elle s'implique avec d'autres cinéastes dans la fondation de l'OBNL Les Films du 3 Mars, destiné à la distribution et à la diffusion de films indépendants.  
Elle effectue un retour à la fiction avec Trois temps après la mort d'Anna, film qui participe à la compétition du festival de Karlovy Vary en juillet 2010.  Méditation sur le deuil, Trois temps après la mort d'Anna met en vedette Guylaine Tremblay dans le rôle d'une femme dont la vie s'effondre après l'assassinat de sa fille.  Le deuil est également un des thèmes abordés par Catherine Martin dans son film suivant, Une jeune fille, présenté en première au festival de Toronto en 2013.  Le film raconte l'histoire d'une adolescente, incarnée par la jeune Ariane Legault, qui se réfugie en Gaspésie après la mort de sa mère.  Sébastien Ricard et Marie-Ève Bertrand participent au long-métrage que la critique accueille favorablement.
Il faut attendre 2017 pour que Catherine Martin signe un nouveau film, Certains de mes amis, un documentaire dans laquelle la réalisatrice présente le portrait de gens qu'elle côtoie, comme le preneur de son Hugo Brochu ou le peintre François Vincent, et qui s'expriment sur leurs métiers respectifs.

## Filmographie

### Comme réalisatrice
- 1990 : Nuits d'Afrique
- 1990 : Five Feminist Minutes (en), Shirley Bear
- 1998 : Les Dames du 9e
- 2001 : Mariages
- 2002 : Océan
- 2006 : L'Esprit des lieux
- 2006 : Dans les villes

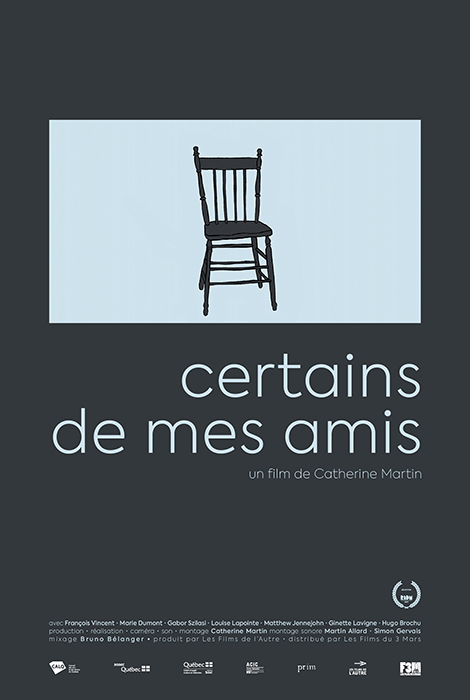
Affiche du film Certains de mes amis

- 2010 : Trois temps après la mort d'Anna
- 2013 : Une jeune fille
- 2017 : Certains de mes amis

### Comme scénariste
- 1990 : Nuits d'Afrique
- 2001 : Mariages
- 2002 : Océan
- 2006 : L'Esprit des lieux
- 2006 : Dans les villes
- 2010 : Trois temps après la mort d'Anna
- 2013 : Une jeune fille
- 2017 : Certains de mes amis

### Comme monteuse
- 1987 : Voyage en Amérique avec un cheval emprunté
- 1989 : Le Taxi Cormier

### Comme productrice
- 1990 : Nuits d'Afrique

## Prix
- Prix Télébec 1990 pour le court métrage Nuits d'Afrique au Festival du cinéma international en Abitibi-Témiscamingue

### Commentaires de l'œuvre
- Étienne Beaulieu, "L'image inquiète : le manque d'être chez Catherine Martin", Nouvelles Vues, no 17, hiver-printemps 2016 : http://www.nouvellesvues.ulaval.ca/no-17-hiver-2016-cinema-et-philosophie-par-s-santini-et-p-a-fradet/articles/limage-inquiete-le-manque-detre-chez-catherine-martin-par-etienne-beaulieu/